# ميدالية جاي
 يتم منح ميداليات جاي من قبل الجمعية الإحصائية الملكية في ثلاث فئات؛ الذهب والفضة والبرونز. يتم منح الميداليات الفضية والبرونزية سنويًا بينما يتم منح الميدالية الذهبية كل ثلاث سنوات بين عامي 1987 و 2011، ولكن حدث تغييروأصبح منحها يتم كل عامين اعتبارًا من عام 2019. تم تسميتهم على اسم ويليام جاي .
- يتم منح ميدالية جاي الذهبية إلى الزملاء أو الآخرين الذين يُعتقد أنهم يستحقون علامة إشارة للتمييز بسبب مساهماتهم المبتكرة في نظرية أو تطبيق الإحصاءات.
- تُمنح ميدالية جاي الفضية لأي زميل أو لزميلين أو أكثر فيما يتعلق بورقة / أوراق ذات استحقاق خاص تم إبلاغها للجمعية في اجتماعاتها العادية، أو فيما يتعلق بورقة / أوراق منشورة في أي من مجلات الجمعية. كما يمكن أن تؤخذ في الاعتبار المساهمات العامة في الإحصاءات.
- تُمنح ميدالية جاي البرونزية للزملاء ، أو لغير الزملاء الذين هم أعضاء في قسم أو مجموعة محلية ، فيما يتعلق بورقة أو أوراق تقرأ إلى قسم أو مجموعة محلية أو في أي مؤتمر تديره الجمعية، الأقسام أو المجموعات المحلية، أو المنشورة في أي من مجلات الجمعية. ستعطى الأفضلية لمن هم دون سن 35. بشكل استثنائي، يمكن النظر في مؤلفين أو أكثر من مؤلفي ورقة / أوراق للحصول على الجائزة شريطة أن يكونوا أعضاء في أقسام أو مجموعات محلية.

## الميداليات الذهبية
- 1892 شارلز بوث
- 1894 روبرت جيفين  [لغات أخرى]‏
- 1900 جيرفويس باينز  [لغات أخرى]‏
- 1907 فرانسس ايدجورث
- 1908 باتريك كرايغ  [لغات أخرى]‏
- 1911 جي أندي يول
- 1920 تي اتش ستيفينسن  [لغات أخرى]‏
- 1930 ويليام فلكس  [لغات أخرى]‏
- 1935 ارثر باولي  [لغات أخرى]‏
- 1945 ماجور جرينوود
- 1946 رونالد فيشر
- 1953 برادفورد هيل
- 1955 ايجون بيرسون  [لغات أخرى]‏
- 1960 فرانك ياتس  [لغات أخرى]‏
- 1962 هارولد جيفريز
- 1966 جيرزي نيمان
- 1968 موريس كيندال
- 1969 ام اس بارتليت [الإنجليزية]
- 1972 هارالد كرايمر
- 1973 دايفيد كوكس
- 1975 جورج الفرد بيرنارد  [لغات أخرى]‏
- 1978 روي الن
- 1981 دايفيد كيندل  [لغات أخرى]‏
- 1984 هنري دانيلز  [لغات أخرى]‏
- 1986 بيرنارد بينجامين  [لغات أخرى]‏
- 1987 روبن بلاكيت  [لغات أخرى]‏
- 1990 بيتر أرميتاج
- 1993 جورج بوكس
- 1996 بيتر ويتل  [لغات أخرى]‏
- 1999 مايكل هايلي  [لغات أخرى]‏
- 2002 دينيس ليندلي  [لغات أخرى]‏
- 2005 جون نيلدر  [لغات أخرى]‏
- 2008 جايمس دربن  [لغات أخرى]‏
- 2011 سي ار راو  [لغات أخرى]‏
- 2013 جون كينغمان  [لغات أخرى]‏
- 2014 برادلي إفرون
- 2016 أدريان سميث
- 2019 ستيفين بكلاند  [لغات أخرى]‏
- 2020 ديفيد شبيغولتر  [لغات أخرى]‏

## الميداليات الفضية
- 1894 اوجوستس سوربيك
- 1895 آرثر ليون بولي
- 1897 ف. أتكينسون
- 1899 ك. بحيرة
- 1900 ريتشارد كروفورد
- 1901 توماس أ. ويلتون
- 1902 ريجينالد هوثورن هوكر
- 1903 إيف جويوت
- 1904 د. أ. توماس
- 1905 ر. هنري رو
- 1906 د. شو
- 1907 ن. همفريز
- 1909 إدوارد برابروك
- 1910 جورج هنري وود
- 1913 ر. دودفيلد
- 1914 س. روسون
- 1915 S.J. تشابمان
- 1918 ج. درع نيكلسون
- 1919 جوزياه ستامب
- 1921 أ. وليام فلوكس
- 1927 هـ. دابليو. ماكروستي
- 1928 إيثيل نيوبولد
- 1930 هربرت إدوارد صوبر
- 1934 ج. جونز
- 1935 اي.سي. ثلج
- 1936 رالف جورج هوتري
- 1938 إ. رامسبوتوم
- 1939 ليون ايزيلس
- 1940 هيكتور ليك
- 1945 موريس كيندال
- 1950 هاري كامبيون
- 1951 ف. أ. مينزلر
- 1952 م. بارتليت
- 1953 ج. أوسكار إيروين
- 1954 ال. اتش. تيبيت
- 1955 ديفيد جورج كيندال
- 1957 هنري دانيلز
- 1958 جورج بارنارد
- 1960 إدجار فيلار
- 1961 ديفيد كوكس
- 1962 باندورانج فاسوديوسوخمات
- 1964 جورج بوكس
- 1965 أر. راو
- 1966 بيتير ويتل
- 1968 دنيس ليندلي
- 1973 روبن بلاكيت
- 1976 جيمس دوربين
- 1977 جون نيلدر
- 1978 بيتر أرميتاج
- 1979 مايكل هيلي
- 1980 م. ستون
- 1981 جون كينجمان
- 1982 هنري وين
- 1983 جوليان بيساغ
- 1984 جون جيتينز
- 1985 أ. بيسيل ودبليو. بريدمور
- 1986 ريتشارد بيتو
- 1987 جون كوباس
- 1988 جون أيتشيسون
- 1989 فرانك كيلي
- 1990 ديفيد كلايتون
- 1991 ريتشارد ل. سميث
- 1992 روبرت كورنو
- 1993 أدريان سميث
- 1994 ديفيد شبيغلتر
- 1995 برنارد سيلفرمان
- 1996 ستيفين لاوريتزن
- 1997 بيتر ديجل
- 1998 هارفي غولدشتاين
- 1999 بيتير جرين
- 2000 والتر جيلكس
- 2001 فيليب داود
- 2002 ديفيد هاند
- 2003 كانتي مارديا
- 2004 بيتر دونيلي
- 2005 بيتر ماكولاغ
- 2006 مايكل تيترينجتون
- 2007 هاول تونغ
- 2008 جاريث روبرتس
- 2009 سيلفيا ريتشاردسون
- 2010 ايان ام. جونستون
- 2011 بيتر هول
- 2012 ديفيد فيرث
- 2013 برايان رايبلي
- 2014 جيانج جنج فان
- 2015 أنتوني دافيسون
- 2016 نانسي ريد
- 2017 نيل شيبرد
- 2018 بيتر بولمان
- 2019 سوزان ميرفي
- 2020 أرنود دوسيت

## الميداليات البرونزية
- 1938 ر. جورج
- 1949 دبليو. جينيت
- 1962 بيتر أرميتاج
- 1966 جيمس دوربين
- 1967 اف. داونتون
- 1968 روبن بلاكيت
- 1969 ماستر سبير
- 1970 بي.جي. مور
- 1971 دي. بارثولوميو
- 1974 ج. ويلكينسون
- 1975 أ. بيسيل
- 1976 بي.ال. جولدسميث
- 1977 أدريان سميث
- 1978 فيليب دايفيد
- 1979 تي.ام.اف.سميث
- 1980 أ. فوكس
- 1982 ستيوارت بوكوك
- 1983 بيتر ماكولاغ
- 1984 برنارد سيلفرمان
- 1985 ديفيد شبيغلتر
- 1986 د. هندري
- 1987 بيتير جرين
- 1988 ساره داربي
- 1989 شيلا أم.جور
- 1990 فاليري أس.إيشام
- 1991 مايك كينوارد
- 1992 كريستوفر جينسن
- 1993 جوناثان تاون
- 1994 أر.أف.ايه بولتني
- 1995 ايان جونستون
- 1996 جون إن إس ماثيوز
- 1997 جاريث روبرتس
- 1998 دايفيد فيرث
- 1999 بيتر دبليو إف. سميث وجون فورستر
- 2000جون وايكفيلد
- 2001 جاي ناسون
- 2002 جيرت مولينبرغس
- 2003 بيتر لين
- 2004 نيكولا بيست
- 2005 ستيف بروكس
- 2006 ماثيو ستيفنس
- 2007 بول فيرنهيد
- 2008 فيونا ستيل
- 2009 كريس هولمز
- 2010 اوميروس باباسبليوبولوس
- 2011 نيكولاي ماينزهاوزن
- 2012 ريتشارد ساموورث
- 2013 بيوتر فرزلافتش
- 2014 مينج يوان
- 2015 جينشي لف
- 2017 ينج ينج قان
- 2018 بينجدينج
- 2019 جوناسبييرز
- 2020 راشبل مكريا

## روابط خارجية
- وسام جاي . موقع الجمعية الإحصائية الملكية.